# Rancho Alegre kommun
Rancho Alegre är en kommun i Brasilien.   Den ligger i delstaten Paraná, i den södra delen av landet, 900 km söder om huvudstaden Brasília. Antalet invånare är 3 955. Arean är 168 kvadratkilometer.
Terrängen i Rancho Alegre är platt.
Trakten runt Rancho Alegre består till största delen av jordbruksmark. Runt Rancho Alegre är det glesbefolkat, med 15 invånare per kvadratkilometer.